# Liste der Kulturdenkmäler in Aschbach (Westpfalz)
In der Liste der Kulturdenkmäler in Aschbach sind alle Kulturdenkmäler der rheinland-pfälzischen Ortsgemeinde Aschbach aufgeführt. Grundlage ist die Denkmalliste des Landes Rheinland-Pfalz (Stand: 6. September 2022).

## Einzeldenkmäler
| Bezeichnung | Lage                | Baujahr         | Beschreibung                                                | Bild            |
| ----------- | ------------------- | --------------- | ----------------------------------------------------------- | --------------- |
| Scheune     | Pitzerstraße 1 Lage | 17. Jahrhundert | Scheune, Fachwerkbau, teilweise massiv, 17. Jahrhundert (?) | Fotos hochladen |

## Ehemalige Kulturdenkmäler
| Bezeichnung | Lage                | Baujahr | Beschreibung                   | Bild |
| ----------- | ------------------- | ------- | ------------------------------ | ---- |
| Quereinhaus | Hauptstraße 14 Lage | 1798    | Quereinhaus, 1798; abgebrochen | BW   |